# Kruidhangmatspin
De kruidhangmatspin (Neriene clathrata) is een spin uit de familie van de hangmat- en dwergspinnen (Linyphiidae). Het wordt gevonden in Noord-Amerika, Europa, Noord-Afrika, de Kaukasus, een bereik van Rusland (Europees tot het Verre Oosten), China, Korea en Japan.
De kruidhangmatspin kreeg, als Linyphia clathrata, in 1830 een wetenschappelijke naam van Sundevall.